# Jandakot Airport
Jandakot Airport är en flygplats i Australien. Den ligger i kommunen City of Cockburn och delstaten Western Australia, omkring 16 kilometer söder om delstatshuvudstaden Perth.
Runt Jandakot Airport är det ganska tätbefolkat, med 100 invånare per kvadratkilometer.. Närmaste större samhälle är Perth, omkring 16 kilometer norr om Jandakot Airport. 
Trakten runt Jandakot Airport består till största delen av jordbruksmark. Genomsnittlig årsnederbörd är 1 018 millimeter. Den regnigaste månaden är maj, med i genomsnitt 176 mm nederbörd, och den torraste är februari, med 9 mm nederbörd.